# 卜濤
卜濤（1983年1月15日—）生于陕西省西安市，是中國的棒球选手，司职投手。曾效力于江蘇鉅馬隊和四川蛟龍隊。他曾随中国国家队参加2008年夏季奥运会和2010年亚洲运动会。

## 历史
括号中的年份表示专业团队的注册年份。
- 河南棒球隊（1998年-2006年）
- 廣東獵豹隊（2002年）
- 上海金鷹隊（2003年）
- 江蘇鉅馬隊（2005年-2006年）
- 四川蛟龍隊（2007年-2009年）
  - 中国人民解放軍棒球隊（2007年-2009年）
- 河南吉象队（2010年-）

## 國际比赛
- 國家队：中國國家棒球隊（2002年-）
- 奧林匹克：2008年夏季奧林匹克運動會棒球比賽
- 世界棒球經典賽：2006年世界棒球經典賽・2009年世界棒球經典賽・2013年世界棒球經典賽